# 3 (Britney Spears)
3 è una canzone della cantante statunitense Britney Spears, presente nel suo secondo greatest hits, The Singles Collection. È stato pubblicato il 2 ottobre 2009 come unico singolo dell'album dalla Jive Records. La canzone è stata prodotta da Max Martin e Shellback mentre la Spears era in tour in Svezia. 3 ha ricevuto recensioni positive dai critici, alcuni dei quali l'hanno indicata come una classica canzone "alla Spears".
La canzone ha avuto anche un buon successo commerciale, arrivando in vetta nelle classifiche di Stati Uniti e Canada ed entrando nelle prime posizioni di molti paese, inclusi Australia, Finlandia, Norvegia, Svezia e Regno Unito. Negli Stati Uniti, 3 ha debuttato in prima posizione della Billboard Hot 100, diventando la prima canzone ad entrare in classifica direttamente al primo posto da tre anni. Nonostante sia stata messa in commercio nell'ottobre del 2009, 3 si è piazzata alla sessantanovesima posizione dei singoli più venduti negli Stati Uniti nel 2010.. Una curiosità riguarda la durata della canzone, che essendo di 3:33 le varie cifre alludono al titolo.

## Antefatti
Nel luglio del 2009, la Spears, mentre era a Stoccolma per una tappa del suo The Circus: Starring Britney Spears, rientrò in studio di registrazione per lavorare con l'autore e produttore svedese Max Martin. I due avevano già collaborato per i lavori precedenti della cantante su canzoni come ...Baby One More Time, Oops!... I Did It Again, Stronger e If U Seek Amy. 3 fu annunciato come primo singolo assieme all'annuncio della pubblicazione di The Singles Collection, e fu trasmesso dalle radio dal 2 ottobre 2009.

## Critica
3 ha ricevuto delle recensioni generalmente positive da parte della critica musicale. Monica Herrera di Billboard ha commentato che la canzone "porta ad un climax di bassi selvaggi che faranno precipitare i fan sulla pista da ballo". Nell'edizione online di Rolling Stone, il giornalista Daniel Kreps ha elogiato la canzone per la sua melodia up-tempo e per il testo piccante. Nella sua versione stampata, invece, la rivista ha dato alla canzone quattro stelle e l'ha definita un "pezzo classico di Britney". Dando credito alla produzione per aver "innalzato la canzone al di sopra dei tipici prodotti dance", il Los Angeles Times ha detto che la Spears nella canzone sembra "dolcemente generica". Recensendo The Singles Collection, Stephen Thomas Erlewine di Allmusic ha scelto 3 come traccia più interessante ed ha commentato: "è molto meglio di ognuno dei tre nuovi pezzi presenti su Greatest Hits: My Prerogative". Bill Lamb di About.com ha lodato il ritornello ed ha paragonato la canzone a Celebration di Madonna (2009), perché entrambe "musicalmente non presentano niente di particolarmente innovativo, ma riescono a incapsulare molti degli aspetti che rendono un cantante una star". Successivamente Lamb l'ha indicata come la canzone pop più fondamentale della settimana del 20 novembre 2009. A.J. Mayers di MTV l'ha nominata come l'ottava miglior canzone del 2009.

## Il testo
Il testo del brano,  scritto da Sophia Somajo, abituale collaboratrice di Max Martin, e vede la protagonista che cerca di persuadere il suo amante a concedersi un rapporto a tre con se stessa e un'altra persona, apparentemente per vivacizzare la loro vita sessuale. Fa riferimento al trio folk "Peter, Paul and Mary" per dire che il trio coinvolgerà se stessa, il suo partner e un altro ragazzo.
A differenza di "If U Seek Amy", la canzone non ha doppi sensi ed è più semplice dal punto di vista dei testi; Il ritornello è stato paragonato a un canto da cortile e si chiude con un lamento prolungato.

## Il Video
Il video, girato il 5 e il 6 ottobre 2009 a Los Angeles, è stato lanciato sull'account Twitter della cantante e, successivamente, sul suo account YouTube. Come affermato dal sito di Britney, la première del video è avvenuta il 30 ottobre 2009. Molto minimalista e semplice, mirato a esaltare la bravura di Britney nel ballo, il video inizia con il viso della cantante su uno sfondo bianco mentre si tiene i capelli con le braccia guardando lo spettatore; poi in un'altra scena vediamo una boccetta di profumo (una fragranza che sembrerebbe risultare Circus Fantasy). Dopo viene ripresa nello sfondo iniziale e, mentre si trucca gli occhi e si profuma, parte la canzone e la si vede nell'altro ambiente sillabare i primi versi. Il video alterna una Britney in bianco a nero, una Britney in costume bianco a scollo con altre ballerine vestite di nero che ballano sotto una barra, una Britney che balla con dei ragazzi e una semplice Britney che canta. Durante i ritornelli, le ragazze fanno acrobazie, s'arrampicano sulla sbarra, Britney volteggia e la si vede sempre in movimento. I ragazzi ballano attorno a lei, a distanza o vicino alle sue curve. Negli stacchi delle strofe, le scene sono più lente e nitide, poi i ballerini iniziano a ballare con frenesia. Talvolta si vede la giovane oscurata davanti a dei grandi fari luminosi. Il video termina con uno challiance delle ragazze e dei ballerini, poi il volto di Britney apre gli occhi e guarda allo spettatore, mentre i capelli le si sventolano di lato. La camera si chiude di colpo. Da osservare la censura che è stata fatta nel video: nel testo originale della canzone, infatti, il bridge comincia con "Livin' in sin is a new thing", mentre nel video la parola "sin" (peccato) viene sostituita da this.

## Esibizioni dal vivo
La Spears ha eseguito il brano durante il suo  Femme Fatale Tour  del 2011 e durante la versione non rivisitata del  residency  Britney: Piece of Me  a Las Vegas.

## Tracklist e formati
- Radio Promo[23]

1. "3" – 3:33
2. "3" (Instrumental) – 3:33
3. "3" (A cappella) – 3:33

- Digital Download

1. "3" – 3:33

- 'Digital Download Single/Promo Single/CD Single[24]

1. "3" – 3:33
2. "3" (Instrumental) – 3:33

- Remixes Promo[25]

1. "3" (Clean Radio Edit) – 3:33
2. "3" (Groove Police Club Mix) – 7:08
3. "3" (Groove Police Dub) – 7:09
4. "3" (Groove Police Mixshow) – 5:28
5. "3" (Groove Police Extended Mix) – 9:21
6. "3" (Groove Police Radio Edit) – 3:57

- International Digital EP[26]

1. "3" – 3:33
2. "3" (The Knocks Extended Remix) – 5:47
3. "3" (DiscoTech Remix Club Edit) – 4:23
4. "3" (TONAL Club Remix) – 5:04
5. "3" (Trypsin Club Mix) – 7:45

- International Digital EP – The Remixes

1. "3" – 3:33
2. "3" (Instrumental) – 3:33
3. "3" (Wolfgang Gartner Extended Club Mix) – 6:35
4. "3" (Groove Police Club Mix) – 7:09
5. "3" (Manhattan Clique Remix Radio) – 3:36

- Japan - Enhanced CD EP[27]

1. "3" - 3:33
2. "3" (Instrumental) -3:33
3. "3" (Groove Police Mixshow) - 7:08
4. "3" (Groove Police Radio Edit) - 3:57
5. "3" (Enhanced Video) - 3:36

- The Singles Collection Boxset Single

1. "3" – 3:33
2. "3" (Groove Police Club Mix) – 7:08

## Versioni e Remix Ufficiali
| - Clean Radio Edit — 3:33 - Instrumental — 3:33 - Acapella - 3:33 - Groove Police Extended Club Mix — 9:21 - Groove Police Club Mix — 7:08 - Groove Police Dub — 7:09 - Groove Police Mixshow — 5:28 - Groove Police Radio Edit — 3:57 - Manhattan Clique Club Mix — 5:43 - Manhattan Clique Radio Remix — 3:36 - Tonal Club Remix — 5:05 | - Tonal Club Edit — 4:01 - BOY BOY Remix — 4:25 - BOY BOY Remix Radio Edit — 3:34 - DiscoTech Remix Club Edit — 4:25 - DiscoTech Remix Radio Edit — 3:44 - The Knocks Extended Remix — 5:49 - The Knocks Remix — 3:48 - Trypsin Club Mix — 7:47 - Trypsin Radio Edit — 4:08 - Wolfgang Gartner Extended Club Remix — 6:44 - Wolfgang Gartner Radio Edit — 3:45 |

## Classifiche
| Classifica (2009) | Posizione massima |
| ----------------- | ----------------- |
| Australia         | 6                 |
| Austria           | 17                |
| Belgio (Fiandre)  | 13                |
| Belgio (Vallonia) | 8                 |
| Canada            | 1                 |
| Danimarca         | 15                |
| Finlandia         | 6                 |
| Francia           | 10                |
| Germania          | 18                |
| Irlanda           | 7                 |
| Italia            | 26                |
| Nuova Zelanda     | 12                |
| Norvegia          | 10                |
| Paesi Bassi       | 57                |
| Regno Unito       | 7                 |
| Repubblica Ceca   | 10                |
| Slovacchia        | 23                |
| Spagna            | 38                |
| Svezia            | 2                 |
| Svizzera          | 8                 |
| Stati Uniti       | 1                 |

### Classifiche di fine anno
| Classifica (2009) | Posizione |
| ----------------- | --------- |
| Australia         | 59        |
| Belgio (Vallonia) | 94        |
| Canada            | 71        |
| Stati Uniti       | 87        |
| Classifica (2010) | Posizione |
| Canada            | 65        |
| Stati Uniti       | 68        |

## Cronologia delle pubblicazioni
| Regione     | Data             | Formato           |
| ----------- | ---------------- | ----------------- |
| Mondo       | 2 ottobre 2009   | Download digitale |
| Stati Uniti | 6 ottobre 2009   | Download digitale |
| Australia   | 23 ottobre 2009  | Download digitale |
| Australia   | 2 novembre 2009  | CD fisico         |
| Regno Unito | November 8, 2009 | Digital download  |
| Regno Unito | 9 novembre 2009  | CD fisico         |
| Germania    | 13 novembre 2009 | CD fisico         |

## Crediti
- Cantante: Britney Spears
- Autore: Max Martin, Shellback, Tiffany Amber
- Produttore: Max Martin, Shellback
- Missaggio: Șerban Ghenea
- Ingegneria acustica: Tim Roberts
- Pro Tools: John Hanes
- Chitarre: Shellback
- Tastiera elettronica: Shellback, Max Martin